# Breckland

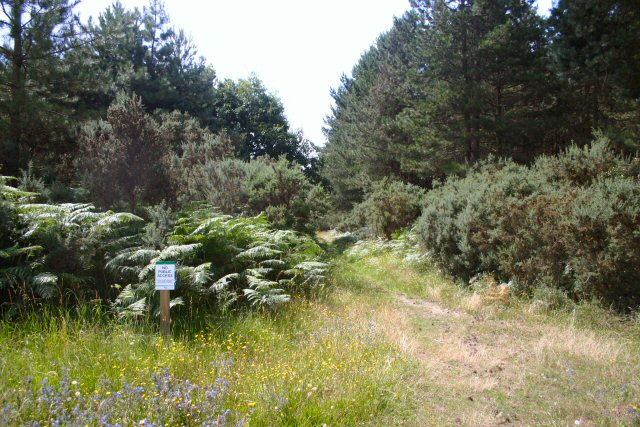
Wangford Warren

Breckland – las w Anglii, w Norfolk i Suffolk, w dystrykcie Breckland/King’s Lynn and West Norfolk/West Suffolk.